# Habitatge a la Rambla, 15 (Santa Perpètua de Mogoda)
L'Habitatge a la Rambla, 15 és una obra de Santa Perpètua de Mogoda (Vallès Occidental) inclosa a l'Inventari del Patrimoni Arquitectònic de Catalunya.

## Descripció
És una casa familiar de planta quadrangular formada per planta baixa i dos pisos. A la planta baixa hi ha una botiga i a les plantes superiors, hi ha quatre finestres balconades amb la llinda decorada amb esgrafiats.
Sobresortint de la part superior de l'edifici, es troba al mig un motiu ornamental de forma romboïdal emmarcant un cercle dins del qual s'aprecien dues inicials enllaçades. La façana està decorada amb un material més rellevant, formant carreus decoratius